# Hornøya (Finnmark)
Pour les articles homonymes, voir Hornøya.
Hornøya est une île norvégienne rattachée administrativement à Vardø, kommune du comté de Finnmark. C'est le point le plus oriental de Norvège. 

## Description
Hornøya se situe dans la mer de Barents, à proximité des îles Prestholmen et Reinøya, et à environ deux kilomètres au nord-est de Vardø.
L'île, inhabitée, mesure environ 900 m de long sur 650 m de large et comporte un phare construit en 1896.
Hornøya possède l'une des plus grandes colonies d'oiseaux marins de Norvège. C'est une aire protégée depuis 1983.